# Phthiria stictica
Phthiria stictica är en tvåvingeart som beskrevs av Greathead 2004. Phthiria stictica ingår i släktet Phthiria och familjen svävflugor. Inga underarter finns listade i Catalogue of Life.